# エンサイクロペディア・ドラマティカ
エンサイクロペディア・ドラマティカ（Encyclopedia Dramatica、ED、æ）は、2004年12月10日に開設されたウィキ・ウェブサイトで、MediaWikiによって百科事典の記事と現在の出来事、特に現代のサイバーカルチャーに関係するものについて記述されている。このサイトは、アノニマスとして知られているインターネット上のサブカルチャーについての情報の蓄積先と議論の手段として利用されている。